# Кери (Три Хил)
Кери је измишљен лик из америчке телевизијске серије „Три Хил“ кога игра америчка глумица Тори Девито. Кери је бивша Џејмијева дадиља, која је, док је обављала посао, живела у кући заједно са Нејтаном и Хејли.